# Krull (banda)
Krull fue una banda española de hard rock, formada a principios del año 1982, en Las Palmas de Gran Canaria. Fue uno de los referentes del hard rock melódico/AOR en castellano, y por otro lado, pioneros del rock duro en Canarias. 

## Inicios
Krull se formó en enero de 1982, de mano del cantante Juanma Rodríguez el bajista Javier González y el guitarrista Gustavo Alonso. En 1985 graban su primera maqueta, titulada "Acero Canario". Una maqueta de 6 temas con un sonido cercano a heavy metal clásico. Más tarde (1986), participan en el recopilatorio "Canarias Me Suena Volumen 1".
En 1987, el guitarrista Juan Manuel Garcia abandona la formación y es sustituido por Pedro Vallejo.

## Hasta el Límite, 1989
En 1988, sale a la venta el EP "Hasta el Límite", el cual incluye cinco temas nuevos, más un tema bonus de la anterior maqueta. En este caso empiezan a dejar un poco de lado el sonido heavy metalero de la primera maqueta y avanzan hacia un sonido más cercano a hard rock melódico y AOR.
Este lanzamiento tuvo una gran acogida, llegando a ser una de las joyas del AOR en español, con himnos de la talla de "Hijos de la Calle" entre otros.

## Simplemente Fuerte, 1992
En 1992, la banda canaria vuelve a entrar en los estudios para grabar lo que sería su primer disco, titulado "Simplemente Fuerte" Ya con la colaboración de Rafa Santana aportando teclados y su propio estilo, interviniendo en la composición de la práctica totalidad de las canciones de ese disco.(este compuesto por ocho temas). Este debut obtuvo un gran éxito en Canarias, destacando temas como "Codo con Codo" o "Corazón de Medianoche". Además, con "Simplemente Fuerte" Krull terminaría de darle forma al sonido de AOR/hard rock melódico iniciado en "Hasta El Límite".
Mediante este primer disco consiguieron grabar algunos vídeos, actuaciones en televisión y difundir su música hasta la península.
La formación en ese momento la componían.
- Juanma Rodríguez Gil - voz
- Gustavo Alonso - guitarra
- Pedro Vallejo - guitarra
- Javier González - bajo
- Paco Santana - batería
- Rafa Santana - teclados

## Armas de Paz, 1994
En 1994, sale a la venta el segundo disco de la banda canaria, este bajo el nombre "Armas de Paz", compuesto por once temas. Este segundo disco fue producido por Antonio Miguel Pérez , acercándose más al llamado AOR. Al igual que los dos discos anteriores, recibió una gran acogida por el público y los fanes fueron creciendo.
En la portada de este disco, aparece Javier Santana Sosa, hijo de Rafa Santana, Teclista del grupo.
Este disco lo grabaron.
- Juanma Rodríguez Gil - voz
- Juanma García - guitarra
- Fran Alonso - guitarra
- Javier González - bajo
- Paco Santana - batería
- Rafa Santana - teclados

## Separación, 1995
En 1995, debido a la mala gestión de mánagers, falta de dinero, el abandono de varios integrantes y principalmente los conflictos con la discográfica de turno, la misma que apuntilló a Los Coquillos, la banda se disuelve.

## Regreso 2010 - 2013
Finalmente, quince años después de la disolución, Krull regresa a los escenarios. En 2010, se celebró, en la Sala Duke's de Gran Canaria, el retorno de la mítica banda canaria al mundo de la música. Contando con una nueva formación, siendo Juanma Rodríguez y Javier González los únicos miembros originales.
En ese mismo momento se anunció la llegada de un nuevo disco, del cual presentaron como primer adelanto el tema "Cuando Perdemos el Norte". El nuevo disco se denominó "Q-ARTO" y vio la luz en 2012. Dicho disco fue presentado en diferentes salas de conciertos locales e incluso festivales como el "Rock In Nublo" o el CICCA.
En 2013 el grupo se vuelve a separar.

## Actualidad
Actualmente algunos de los integrantes han formado nuevos proyectos. Mención especial para Ron Voodoo, banda formada por Juanma Rodríguez y Javier González. Paco Santana y Fran Alonso han formado Hackers.

## Miembros

### Última formación 2010-2013
- Juanma Rodríguez Gil - voz
- Zack Monzón - guitarra
- Fran Alonso - guitarra
- Javier González - bajo
- Paco Santana - batería
- Daniel Uche - hammond y teclados

### Pasados 1983-1995
- Juanma Rodríguez Gil (voz)
- Gustavo Alonso (guitarra)
- Juan Manuel García (guitarra)
- Francisco Santana (Batería).
- En el 88 Pedro Vallejo susituye a Juan Manuel García (guitarra). En el 89 Rafa Santana se une con los teclados

## Discografía
- Acero Canario (demo) - 1985
- Hasta el Límite (EP) - 1989
- Simplemente Fuerte - 1992
- Armas de Paz - 1994
- Q-ARTO - 2012